# Lutas nos Jogos Pan-Americanos de 1971
As competições de luta olímpica nos Jogos Pan-Americanos de 1971 foram realizadas em Cali, na Colômbia. Foram disputados apenas eventos de luta livre.

## Medalhistas
Luta livre masculina
| Evento                  | Ouro                     | Prata                     | Bronze                 |
| ----------------------- | ------------------------ | ------------------------- | ---------------------- |
| Até 48 kg detalhes      | Sergio Gonzalez (USA)    | Miguel Alonso (CUB)       | Oscar Luña (VEN)       |
| Até 52 kg detalhes      | Miguel Tachín (CUB)      | Florentino Martínez (MEX) | Wanelge Castillo (PAN) |
| Até 57 kg detalhes      | Donald Behm (USA)        | Jorge Ramos (CUB)         | Eduardo Maggiolo (ARG) |
| Até 62 kg detalhes      | David Pruzansky (USA)    | Francisco Ramos (CUB)     | Patrick Bolger (CAN)   |
| Até 68 kg detalhes      | Dan Gable (USA)          | José Ramos (CUB)          | Segundo Olmedo (PAN)   |
| Até 74 kg detalhes      | Francisco Lebeque (CUB)  | Wayne Wells (USA)         | Nestor González (ARG)  |
| Até 82 kg detalhes      | Lupe Lara (CUB)          | Bob Anderson (USA)        | Taras Hryb (CAN)       |
| Até 90 kg detalhes      | Russell Hellickson (USA) | Bárbaro Morgan (CUB)      | Raúl García (MEX)      |
| Até 100 kg detalhes     | Dominic Carollo (USA)    | Francisco Lonchan (CUB)   | Daniel Vernik (ARG)    |
| Mais de 100 kg detalhes | Jeff Smith (USA)         | Félix Fonseca (CUB)       | Miguel Zambrano (PER)  |

## Quadro de medalhas
| Posição | Nação              |    |    |    | Total |
| ------- | ------------------ | -- | -- | -- | ----- |
| 1       | USA Estados Unidos | 7  | 2  | 0  | 9     |
| 2       | CUB Cuba           | 3  | 7  | 0  | 10    |
| 3       | MEX México         | 0  | 1  | 1  | 2     |
| 4       | ARG Argentina      | 0  | 0  | 3  | 3     |
| 4       | PAN Panamá         | 0  | 0  | 2  | 3     |
| 6       | CAN Canadá         | 0  | 0  | 1  | 1     |
| 6       | PER Peru           | 0  | 0  | 1  | 1     |
| 6       | VEN Venezuela      | 0  | 0  | 1  | 1     |
| Total   | Total              | 10 | 10 | 10 | 30    |